# 蒋彝
蒋彝（1903年5月19日—1977年10月26日），原名仁全，字仲雅，又作重哑，笔名哑行者，男，江西省德化县（今属九江市）人，中國旅美画家、诗人、作家、书法家，被称为“中国文化的国际使者”。

## 生平简介
自幼隨父親習畫，並接受完整的私塾教育，之後政局動盪，日軍侵華，他移居廬山山腳，對自然環境與旅行移動保持著極高敏銳的心。日後他任九江縣縣長，為政清廉，且禁止外商公司賄賂、非法購地，與當政者發生矛盾，出走英國。而此去英國，成為一生命數之轉折。他在英國旅居倫敦，被東方學院聘為講師，講授東方文化，對活躍於藝文界，1937年出版《湖居畫記》以中國筆墨描繪湖居景致，後以Silent Traveller為筆名寫作遊記，雖然三十來歲才熟用英文，但無礙其文章之精巧、心裁之別出，作品成為西方旅行文學經典，相較之下，他在中文世界則顯得默默無聞。他的筆名中譯為「靜默行者」，暗喻對官場政治的痛恨失望，同時也自表「我以沉默之姿在倫敦四處游蕩，在沉默之中觀察各種事件」的態度。

## 年表
- 1903年，出生于江西省九江府德化县。五岁失母，自幼随父习画。
- 1919年，就读于江西省立第三中学（今江西省九江第一中学）。
- 1922年，考入国立东南大学就读于化学系。时校长郭秉文提倡办学“人文与科学平衡”，育才文理融通，除师从化学系任鸿隽、孙洪芬、张子高、王季梁等人外，亦曾学于文科王伯沆、柳詒诸教授。
- 1926年7月，国立东南大学化学系毕业。先后在江苏海州十一中学、九江光华中学任教。
- 1927年，任江西省教育委员会委员，并主持江西玉山县县政三月。
- 1928年，投笔从戎，参加北伐，任国民革命军第七军政治部书记长。
- 1928年，应严济慈之邀，任暨南大学理学院化学讲师半年。
- 1928年，任安徽省芜湖县县长。
- 1929年，任安徽省当涂县县长。
- 1930年，任江西省九江县县长。期间拟定整顿社会秩序，实行禁烟、禁赌、禁娼；改革赋税、重新丈量土地等改革草案，被江西省政府主席熊式辉认为是“异想天开”，被称为“疯狂的青年”、“超时代的年青人”。三任县长，皆因要求改革县政不容于时政而辞官。
- 1933年，以“观摩西方政治为将来之用”的政治抱负，自费赴英国寻求出路。
- 1934年，因所筹留学资金不足维持一年，经济困难，经前香港辅政司推荐任伦敦大学东方学院（SOAS)中文教授。其间立志将中国艺术传播到西方世界。
- 1937年，《英国湖滨画记》出版，为靜默行者画记的第一本。
- 1937年，开始环球旅行，足迹遍及五大洲、八十多个国家。
- 1939年9月，英国对德宣战，曾供职英国情报局，担任翻译。
- 1940年，以中国笔会代表身分出席国际笔会。
- 1940年，伦敦寓楼遭德国飞机轰炸，全部书画付之一炬。
- 1942年，负责沙特威尔芭蕾舞团布景及服饰设计，并曾在博物馆主理中国藏品。
- 1949年，由伦敦移居牛津。
- 1955年，任纽约哥伦比亚大学中国文学教授，加入美国国籍。
- 1958年，受聘为哈佛大学联谊会讲座教授。
- 1958年，任哈佛大学爱默生特约讲座教授。
- 1971年6月，在哥伦比亚大学退休，被聘为哥伦比亚大学终身教授。
- 1972年，任香港中文大学客座教授，并在香港举办个人画展。
- 1972年9月，被澳大利亚堪培拉大学授予荣誉博士学位，并受聘为客座教授，聘期一年。
- 1975年4月，阔别中国42年后回国访问，与妻子、女儿团聚。
- 1977年，第二次回到中国访问，并决定定居中国。计划撰写《中国画记》、完成《中国艺术史》；并在两月间游历中国十一个省市。
- 1977年10月26日在北京逝世。

## 事蹟
- 蒋彝是饮誉世界的艺术家、散文家和诗人。[华而不实]
  - 画作包罗甚广，山水、人物、花卉、鸟兽无所不及。艺术成就世界公认[华而不实]，被授予许多国家荣誉，当选为英国皇家艺术学会会员、美国艺术科学院院士。
  - 书法上，篆、隶、行、草各体皆擅，尤以行书见长。所著《中国书法》，至今仍为西方一些大学讲授中国书法的教科书。
  - 旅游散文享誉世界[华而不实]。
- 在世界传播中国文化和艺术，被称为“中国文化的国际使者”。2019年6月29日，英國牛津市政府為蔣彝特設故居藍牌，紀念他對英國華人藝術與文學的貢獻[1]。
- 才高德馨。早年心怀救国理想。在英国功成名就，不从友人娶外国人为妻之劝，四十余年后终返中国与家人团聚；可见一斑。

## 遗作

### 靜默行者遊記系列
- 《湖滨画记》
- 《战时画记》
- 《约古郡画记》
- 《伦敦画记》（首版封面题签为《伦敦集萃》）
- 《都百灵画记》
- 《爱丁堡画记》
- 《牛津画记》
- 《三藩市画记》
- 《巴黎画记》
- 《纽约画记》
- 《波士顿画记》
- 《日本画记》
- 《中国画绘》

### 书法
- 《中国书法》

### 文学作品
- 《儿时琐忆》
- 《金宝与大熊猫》
- 《金宝在动物园》
- 《明的故事》
- 《鸟与兽》
- 《中国的窗口》
- 《大鼻子》
- 《罗铁民》
- 《野宾》
- 《在缅甸公路上的人》

### 中文诗集
- 《蒋重雅诗》
- 《重哑绝句》
- 《蒋彝诗集》

### 其他著作
- 《重游中国》（China Revisited）